# 雨宮凜々子
雨宮 凜々子（あめみや りりこ、2003年10月9日 - ）は東京女子大学に在学する日本の女子大生タレント・モデル。
「オールナイトフジコ」（フジテレビ）に「フジコーズ」として出演中（学生番号1番）。

## 来歴
東宝芸能でタップダンスやダンスを習ううちに中学2年生の終わり頃からアイドルに興味を持ち始め、中学3年生から高校3年生までの4年間、日本と韓国を行き来しながらK-POPの練習生として経験を積む。
中高が女子校だった上に、練習生期間中も寮生活で女子寮だったため、男性がいない中で女性が主体となって活躍することを魅力に感じていたのでもともと女子大学を志望し、東京女子大学に推薦で入学。
2023年4月15日（14日深夜）からフジテレビ系列で生放送されているバラエティ番組「オールナイトフジコ」で番組内での現役女子大生によるユニット「フジコーズ」として活動中。

## 人物
- あだ名はアメリリ[2]

- 趣味はカフェ巡り・語学勉強・料理・写真
- 特技はダンスと韓国語[3]
- 2023年6月6日発売の写真週刊誌「FLASH」にて「オールナイトフジコ」の番組内でじゃんけんにて選ばれた今井陽菜・笠野咲藍・友恵温香・和智日菜子と共に初の水着グラビアを披露した[4]。
- 「オールナイトフジコ」の番組内でのフジコーズ同士の対決企画で毎回準優勝や決勝進出次点の結果を残すため、番組MCの伊藤俊介（オズワルド）から「シルバーコレクター雨宮」と命名された。
- フジコーズが出演した「TOKYO IDOL FESTIVAL 2023」でフィロソフィーのダンスとのコラボステージで同じくフジコーズの沖玲萌と共にAdoの「新時代」を披露した。

## 出演

### テレビ
- 有田プレビュールーム（2020年、TBS）
- オールナイトフジコ（2023年4月15日 - 、フジテレビ） - フジコーズとして
- 2023 FNS歌謡祭 第2夜（2023年12月13日、フジテレビ） - フジコーズとして

### ラジオ
- イマドキッキャンパスナイト（MBSラジオ）[5]

### YouTube
- 文春へのタレ込みを防げ！！街へ出て自分のスキャンダルを自分で買取れ！！！（さらば青春の光 Official YouTube Channel）[6]

### モデル
- CanCam専属読者モデル[7]
- AOKI
- SWEAT.jp
- 超十代2023[8]
- TGC北九州2023[9]
- オダイバ超次元音楽祭フユフェス2024
- マイナビ TOKYO GIRLS COLLECTION 2024 SPRING/SUMMER
- AGESTOCK2024
- 富士SUPER TEC 24時間レース

### 雑誌
- Fineboys 2022年10月号（日之出出版）
- CanCam 2022年12月号（小学館）[10]
- 週刊ヤングジャンプ （2023年10月26日発売、集英社）[11][12]

### デジタル写真集
- 雨宮凜々子 写真集「海の家の、気になるあの子。」（2023年10月26日発売、集英社）[13]